# Phreatia brevis
Phreatia brevis är en orkidéart som beskrevs av Rudolf Schlechter. Phreatia brevis ingår i släktet Phreatia och familjen orkidéer. Inga underarter finns listade i Catalogue of Life.